# Laophila modesta
Laophila modesta är en fjärilsart som beskrevs av Swinhoe 1902. Laophila modesta ingår i släktet Laophila och familjen mätare. Inga underarter finns listade i Catalogue of Life.